# Mallophora zita
Mallophora zita là một loài ruồi trong họ Asilidae. Mallophora zita được Curran miêu tả năm 1941.